# Andrach
Andrach o Andraitx (oficialmente en catalán: Andratx) es un municipio de la comunidad autónoma de Islas Baleares, España. Situado en el suroeste de la isla de Mallorca, perteneciente a la comarca de la Sierra de Tramontana, y que dista 30 km de la capital. Limita al este con Calviá, al noreste con Estellenchs y con el mar Mediterráneo al norte, oeste y sur. El municipio consta de seis núcleos de población: Andrach, Puerto de Andrach, s'Arracó, San Telmo y Camp de Mar. Andrach es también uno de los municipios de Mallorca con más porcentaje de residentes extranjeros, aproximadamente una cuarta parte de la población.

## Toponimia
El nombre tradicional en catalán mallorquín es Andraitx. Existen varias teorías sobre el origen del nombre, de las que la más aceptada es que proviene del latín antrum, cuevas. En los '70 se eliminó la i en el nombre catalán, resultando Andratx.

## Geografía
El municipio de Andrach está situado en el extremo suroccidental de la Sierra de Tramontana, la cordillera más importante de la isla.
En la parte meridional del municipio se encuentran una serie de valles en los cuales se localizan los núcleos de población. La parte norte del municipio es montañosa y agreste, y está prácticamente despoblada. El punto más elevado, a 927 m, es la Mola del Esclop o sa Madona (la señora), como se le llama popularmente debido a su particular forma similar a una mujer tumbada con las manos en el pecho.

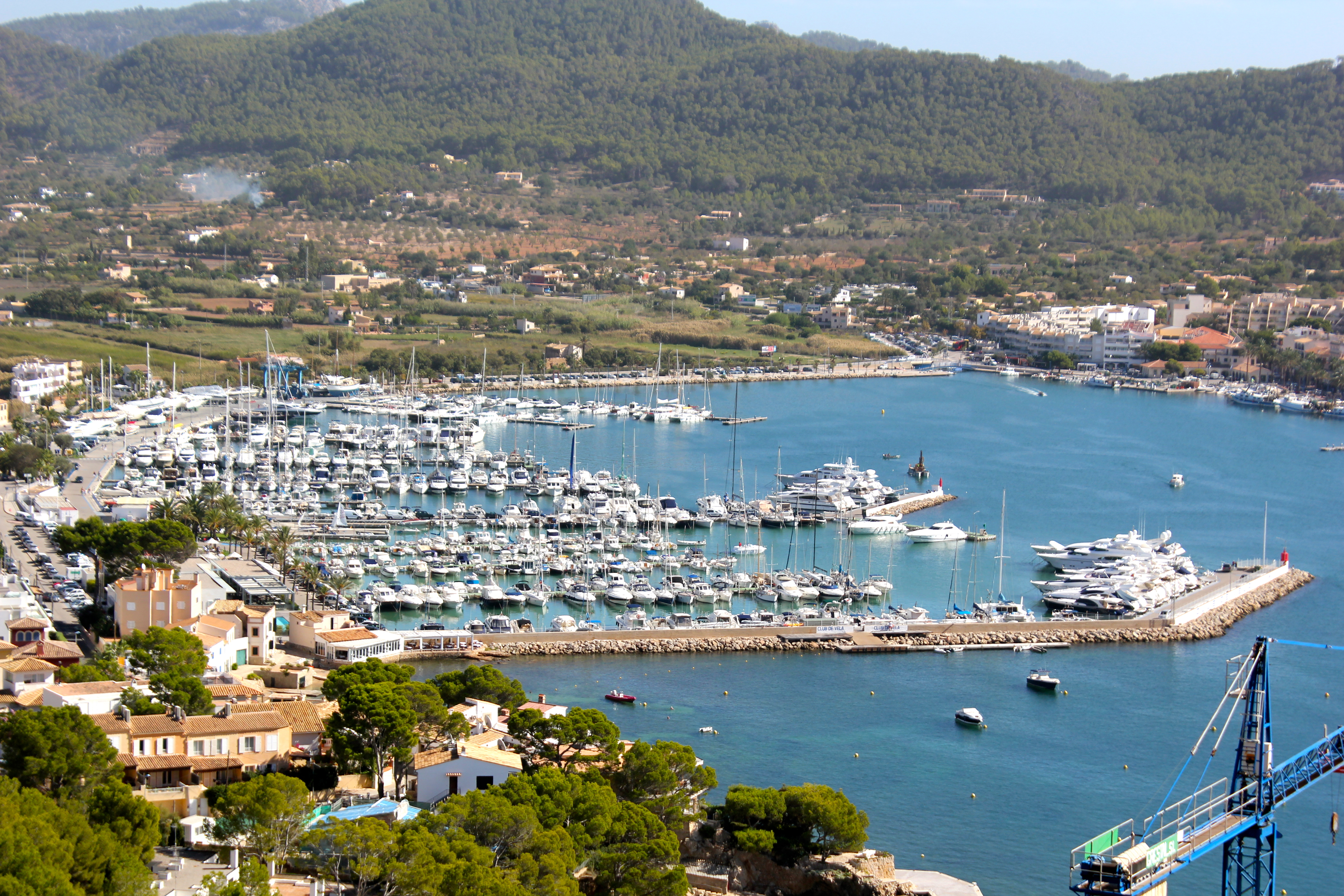
Club náutico del puerto de Andrach

Frente a la costa del municipio se encuentra el islote de Dragonera, declarado parque natural en 1995 al que se puede acceder por vía marítima desde Puerto de Andrach.

### Clima
El clima no es diferente al del resto de Mallorca, típicamente mediterráneo. Los veranos son cálidos y los inviernos moderados. Las precipitaciones tampoco son abundantes y oscilan en torno a los 500 mm anuales. El porcentaje de humedad es elevado.

### Entorno natural

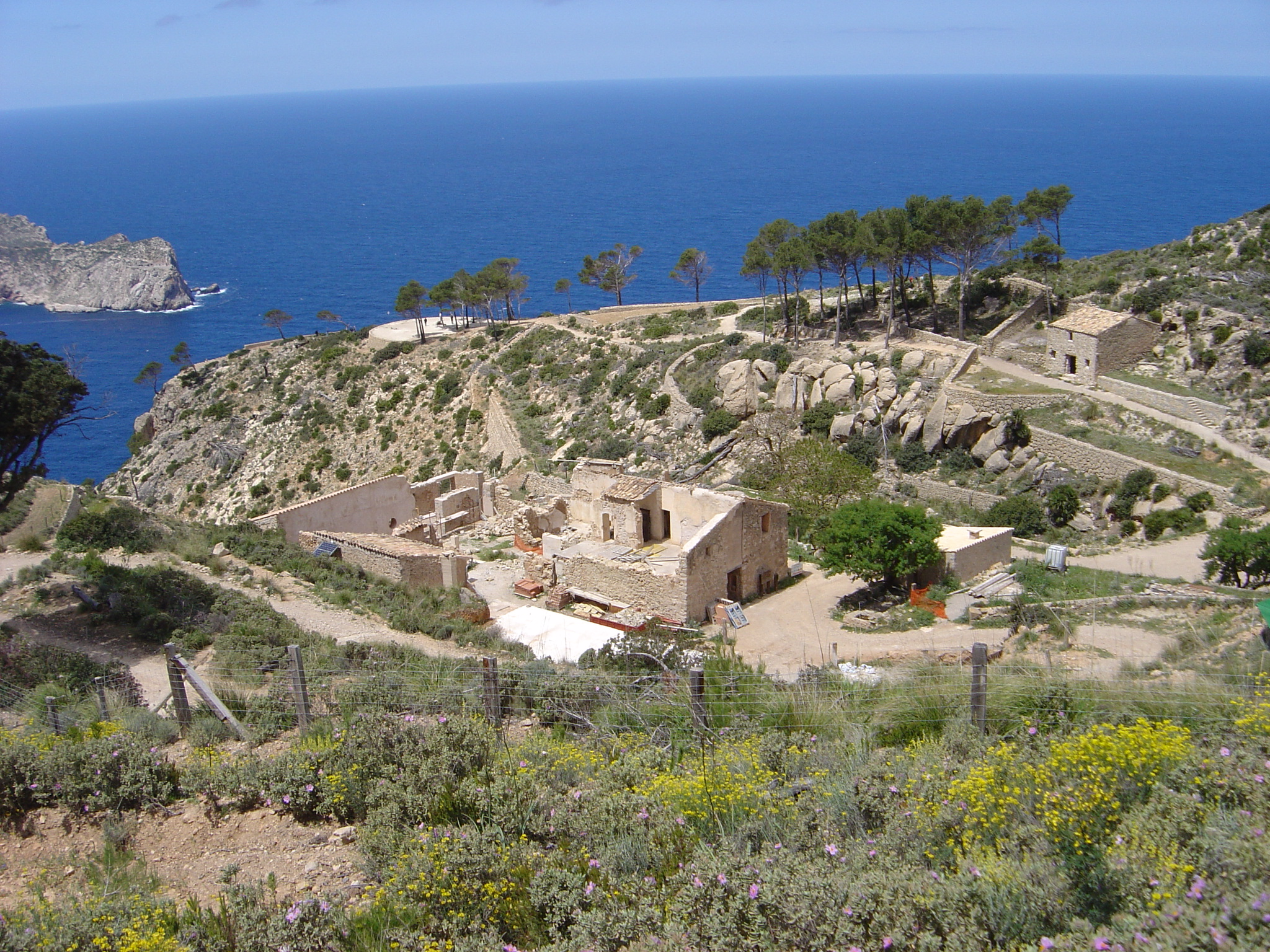
La Trapa y al fondo la Dragonera

En el municipio encontramos el islote de Dragonera, parque natural desde 1995, al cual se puede acceder con facilidad vía marítima, pues existen numerosas empresas dedicadas al transporte al islote. También cabe destacar el lugar conocido como La Trapa, perteneciente al GOB (Grupo de Ornitología Balear), que está llevando a cabo una importante tarea de recuperación de la zona tras el terrible incendio forestal de 1994.

## Demografía
Andrach cuenta con una población de 12 062 habitantes (INE 2024).
| Gráfica de evolución demográfica de Andrach entre 1842 y 2021                                                       |
| |
| Población de derecho según los censos de población del INE Población de hecho según los censos de población del INE |

A lo largo del siglo XX el municipio ha ido perdiendo población de forma continua hasta alcanzar el mínimo en la década de 1950. A partir de entonces la población se ha ido recuperando a un ritmo constante salvo en la década de 1960 cuando se incrementó la población en 2000 habitantes. A principios del siglo XXI el ritmo de crecimiento se ha vuelto a acelerar de forma espectacular incrementándose la población en el período 2001-2005 en 2200 habitantes e incrementando la presión urbanística sobre el entorno, especialmente en los núcleos más poblados: la capital Andrach (8306 habitantes) y Puerto de Andrach (2474). Además existen tres pequeños núcleos de población El Arracó (687), San Telmo y la Dragonera (273) y Campo de Mar (166) que han crecido a un ritmo menor.
Andrach es uno de los municipios de Mallorca con mayor porcentaje de residentes extranjeros. Según el censo de 2001 aproximadamente el 15 % de la población era extranjera y entre ellos el 43 % era de nacionalidad alemana, el 15 % británica y el 10 % francesa.

## Economía

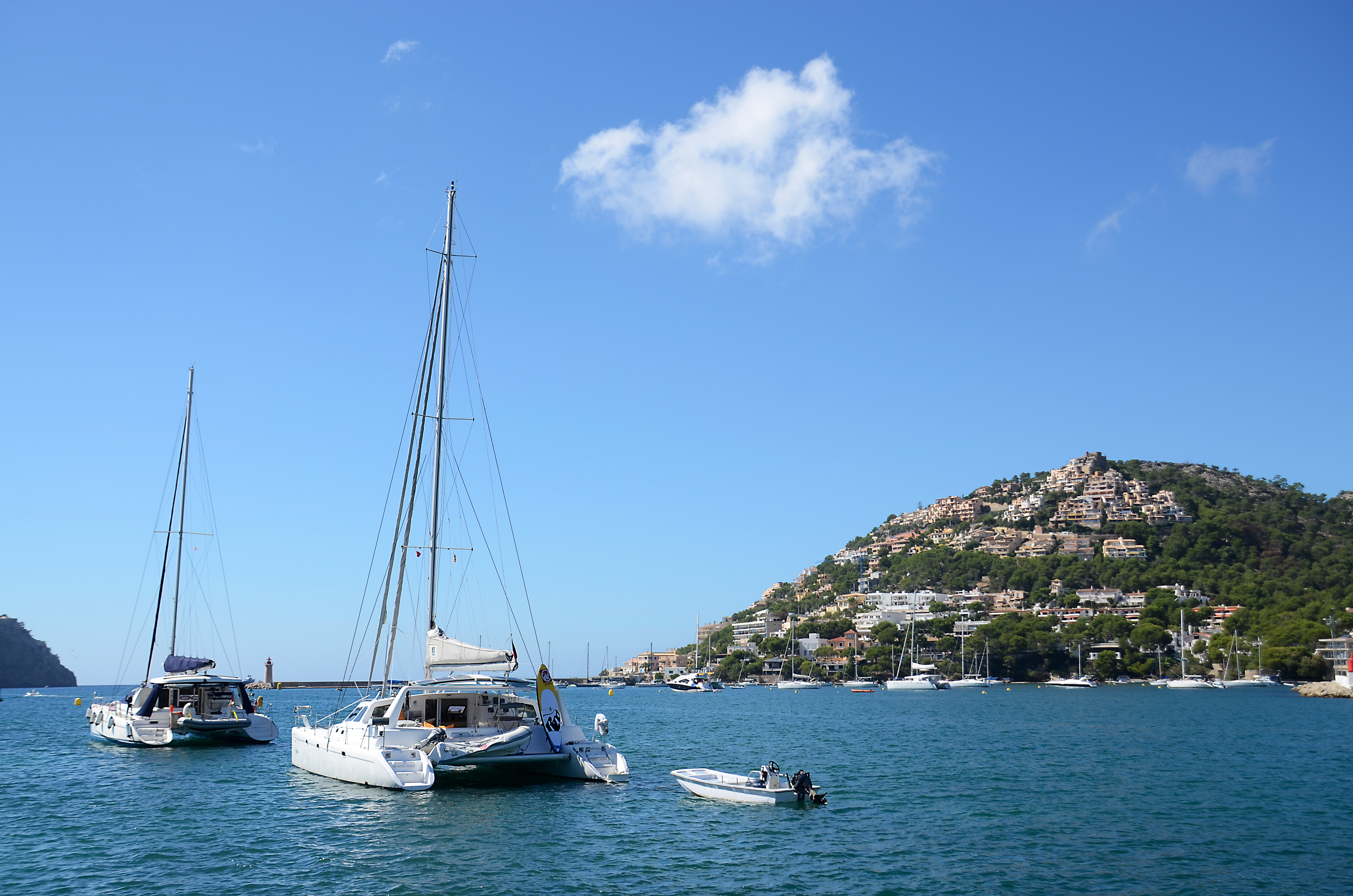
Puerto de Andrach

La principal actividad en la actualidad es el turismo. En el municipio han veraneado y veranean cantidad de personajes famosos, tales como la exmodelo Claudia Schiffer, los expresidentes Felipe González y Adolfo Suárez, el ya fallecido presentador de televisión Joaquín Prat, el cineasta Guy Hamilton o la cantante de ópera Régine Crespin, entre otros.
La agricultura y la pesca han quedado prácticamente obsoletas, la mayoría para consumo particular. Los principales cultivos son la almendra, la algarroba, los higos y los cítricos (frutales). También se elaboran los vinos "Santa Catarina".
La pesca también es en su mayor parte de carácter particular. Muchos andritxols salen a pescar en sus ratos libres con un llaüt, tipo de embarcación típicamente mallorquina. La industria es inexistente en el municipio desde hace muchos años, aunque las personas mayores todavía recuerdan algunas fábricas, las más famosas las de jabón, que se exportaba internacionalmente.

## Administración y política
| Periodo   | Nombre                    | Partido | Partido                                            |
| --------- | ------------------------- | ------- | -------------------------------------------------- |
| 1979-1983 | Onofre Alemany Coll       |         | Unión de Centro Democrático (UCD)                  |
| 1983-1987 | Baltasar Pujol Palmer     |         | Independiente                                      |
| 1987-1991 | Maties Terrades Marquès   |         | Partit Socialista de les Illes Balears (PSIB-PSOE) |
| 1991-1993 | Margalida Moner Tugores   |         | Partido Popular (PP)                               |
| 1993-1995 | Ramon Alemany Flexas      |         | Grup Independent de S'Arracó (GISA)                |
| 1995-1995 | David J. Marqués Ferrá    |         | Grup Independent de S'Arracó (GISA)                |
| 1995-2002 | Margalida Moner Tugores   |         | Partido Popular (PP)                               |
| 2002-2006 | Eugenio Hidalgo Garcés    |         | Agrupació Liberal d'Andratx (ALA)                  |
| 2006-2007 | Jaume Porsell Alemany     |         | Partido Popular (PP)                               |
| 2007-2009 | Francesc Femenías Calafat |         | Partit Socialista de les Illes Balears (PSIB-PSOE) |
| 2009-2011 | Isabel Alemany Moyá       |         | Unió Mallorquina (UM)                              |
| 2011-2015 | Llorenç Suau Simó         |         | Partido Popular (PP)                               |
| 2015-2017 | Jaume Porsell Alemany     |         | Partido Popular (PP)                               |
| 2017-2020 | Katia Rouarch             |         | Proposta per les Illes (PI)                        |
| 2020-2021 | Joan Manera Jaume         |         | Més per Mallorca                                   |
| 2021-2022 | Antoni Mir Salvà          |         | Partit Socialista de les Illes Balears (PSIB-PSOE) |

| Partido político                                           | 2023  | 2023  | 2023       | 2019  | 2019  | 2019       | 2015  | 2015  | 2015       | 2011  | 2011  | 2011       | 2007  | 2007  | 2007       |
| Partido político                                           | %     | Votos | Concejales | %     | Votos | Concejales | %     | Votos | Concejales | %     | Votos | Concejales | %     | Votos | Concejales |
| Partido Popular (PP)                                       | 45,91 | 2057  | 9          | 25,21 | 1120  | 5          | 32,00 | 1398  | 6          | 42,51 | 1879  | 8          | 38,05 | 1708  | 7          |
| Partit Socialista de les Illes Balears (PSIB-PSOE)         | 17,63 | 790   | 3          | 22,82 | 1014  | 4          | 16,02 | 700   | 3          | 21,18 | 936   | 4          | 25,48 | 1144  | 5          |
| Proposta per les Illes (PI)                                | 10,73 | 481   | 2          | 18,48 | 821   | 3          | 17,51 | 765   | 3          | —     | —     | —          | —     | —     | —          |
| Més (PSM-IV-EN-APIB)                                       | 9,33  | 418   | 2          | 17,37 | 772   | 3          | 27,60 | 1206  | 5          | 24,05 | 1063  | 4          | 11,09 | 498   | 2          |
| Vox                                                        | 5,91  | 265   | 1          | —     | —     | —          | —     | —     | —          | —     | —     | —          | —     | —     | —          |
| Ciudadanos (CS)                                            | 4,86  | 218   | 0          | 8,26  | 367   | 1          | —     | —     | —          | —     | —     | —          | —     | —     | —          |
| Podemos-Esquerra Unida de les Illes Balears (EUIB)-Guanyem | 4,08  | 183   | 0          | 7,02  | 312   | 1          | 4,42  | 193   | 0          | —     | —     | —          | 3,01  | 135   | 0          |
| Frente Popular (FP)                                        | —     | —     | —          | —     | —     | —          | 1,03  | 45    | 0          | —     | —     | —          | —     | —     | —          |
| Convergència per les Illes (CxI)                           | —     | —     | —          | —     | —     | —          | —     | —     | —          | 9,8   | 433   | 1          | —     | —     | —          |
| Unió d'es Poble Balear (UPB)                               | —     | —     | —          | —     | —     | —          | —     | —     | —          | —     | —     | —          | 4,32  | 194   | 0          |
| Unió Mallorquina (UM)                                      | —     | —     | —          | —     | —     | —          | —     | —     | —          | —     | —     | —          | 16,51 | 741   | 3          |

## Cultura

### Arte

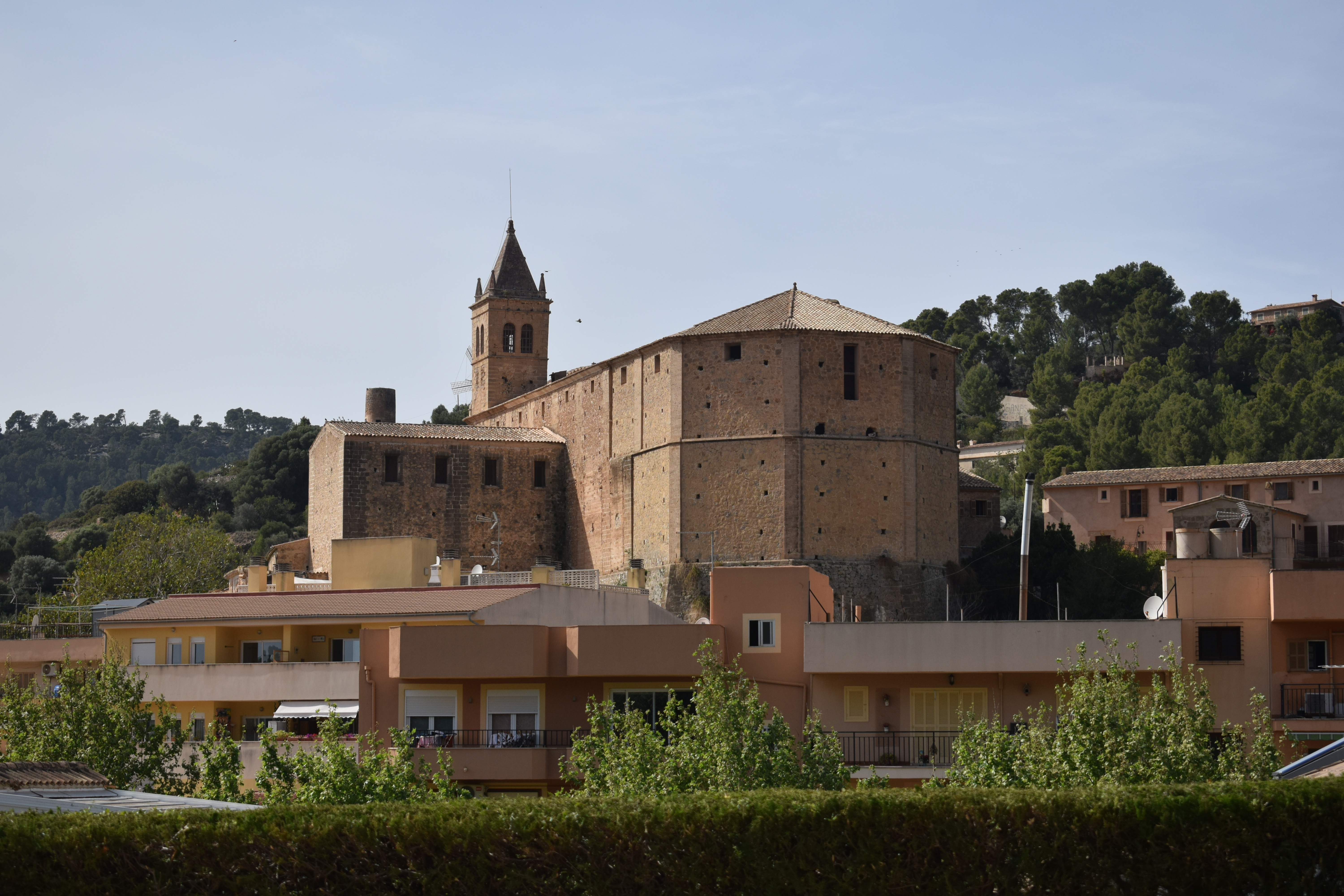
Iglesia de Santa María

Los principales monumentos del municipio son la Iglesia de Santa María de Andrach, la Iglesia de la Virgen del Carmen del Puerto de Andrach, la Iglesia de s'Arracó, el Castell de Son Mas (actual ayuntamiento) y el antiguo convento trapense, hoy en ruinas. También quedan algunas torres de vigilancia en ruinas, como la de la Mola en el Port y la de Cala en Basset en San Telmo. Algunos monumentos, como sa Torre des Port y el Castillo de Son Orlandis, son de propiedad privada. El municipio también consta de dos museos, el Centro Cultural de Andrach, situado en el barrio de Sa Coma, al norte de Andrach, y el Museo Liedtke en el Port.
Lamentablemente otros símbolos del municipio, como el mítico Teatro Argentino que databa de 1912, desaparecieron víctimas de la fiebre urbanística.

### Fiestas
- 29 de junio, San Pedro, patrón
- 16 de julio, Virgen del Carmen
- 15 de agosto, Virgen de Agosto (la Asunción)
- 28 de agosto, San Agustín